# بونژور هلدینگ
بونژور هلدینگ (انگلیسی: Bonjour Holdings) شرکت خرده‌فروشی هنگ کنگی است، که در سال ۱۹۹۱ تأسیس شد.